# Sladinac
Sladinac je ilirsko gradinsko naselje. Nalazi se u pločanskom zaljevu na pristupnoj točki Baćinskih jezera. Dominantna je građevina i u starom je vijeku bila strateški važna građevina, jer se odatle moglo kontrolirati pristup desnoj obali Neretve. 
Bio je dijelom umrežena niza fortifikacijskih utvrda (Dobrogošće, Jasena, Kolivret, Mirci, Striževo, Tribunj, Zavod, Zelenikovac...) ardijejskih suhozemnih snaga i ratne mornarice.  
Dolaskom Rimljana, Iliri su pokoreni. Na mjestu Sladinca sagradili su svoj utvrđeni gradić Praetoria s lučicom Ploča.
U srednjem su vijeku na mjestu Sladinca nastale nekropole stećaka, uništene prigodom prolaska magistrale.
Hrvatski je povjesničar fra Luka Vladimirović proglasio Vladinac (Sladinac) "sjedištem plemićke loze Vladmirovića" te da je time pomaknuo granicu Primorja i Neretve koja je bila između Sladinca i Perke (Plina) na rt Žrnovica između Baćine i Gradca, što su mu neki povjesničari zamjerili.
Vladimirovići (ili Miholovići i Vladičijevići) su bili prastaro bosansko plemstvo, kojima je sjedište bilo oko Mostara i Struge na rijeci Buni, odakle su se širli na istok i zapad od Neretve).
Nakon dolaska Turaka u ove krajeve 1463. knez Radivoj i njegov brat Grgo, oboje iz roda Vladimirovića, povukli su se iz krajeva koje im je dao kralj Tvrtko za zasluge u ratu s Ugrima (Tihaljina, Veljaci, Klobuk, Plina, Zvirci, Struga, Borovci, Brotnjo i Ljubuški, Imotski) i povukli se u ovamo u Sladinac i Perku.
Smatra ga granicom između Donje Neretve i Makarskog primorja.